# Église Saint-Martin (Illertissen)

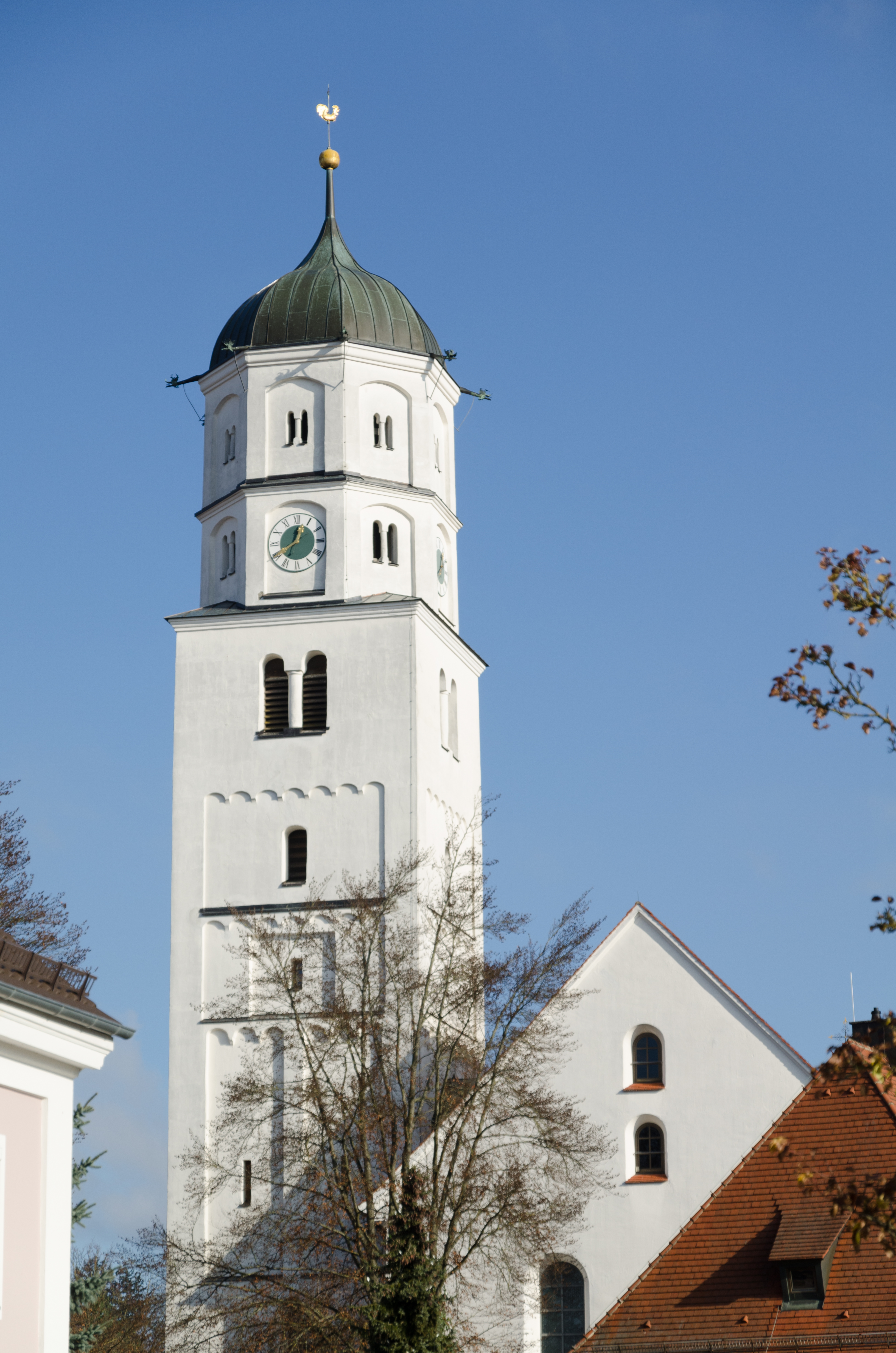
Église Saint-Martin. Le haut du clocher est de forme octogonale

L'église Saint-Martin est un édifice religieux paroissiale municipale à Illertissen, relevant du diocèse d'Augsbourg. Elle est un monument protégé.

## Histoire

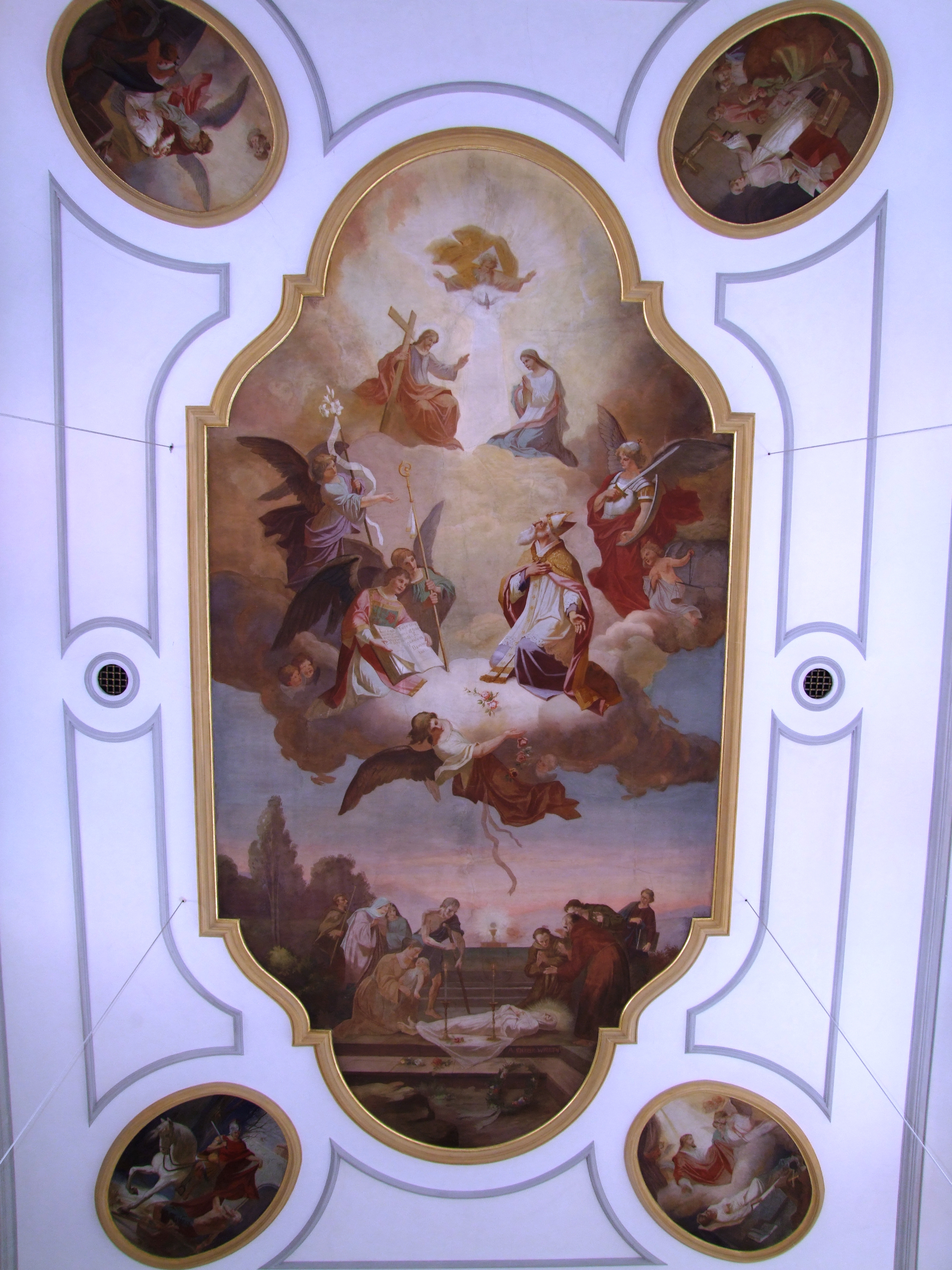
Grande fresque du plafond, montrant la mort de saint Martin.

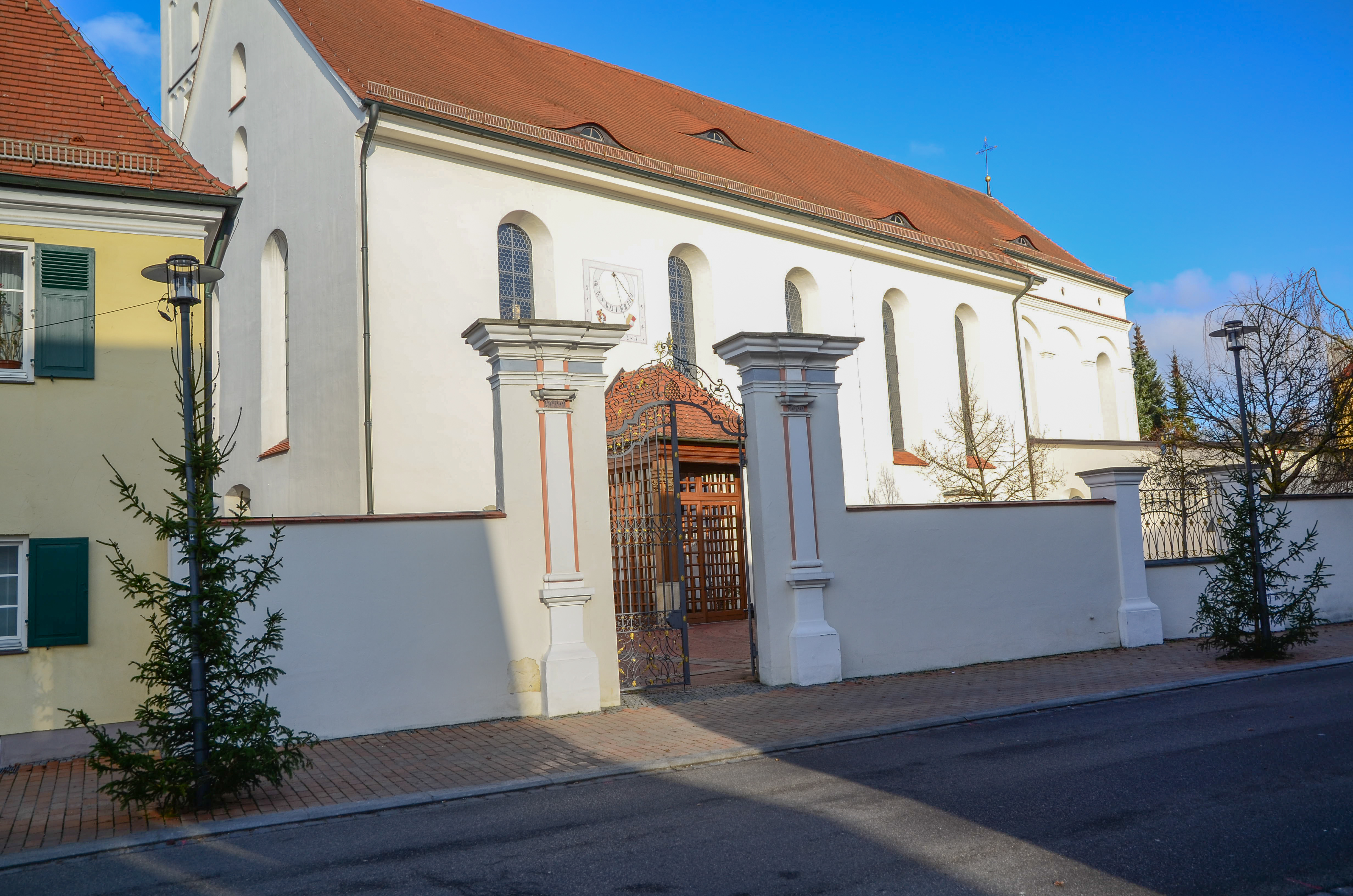
Église Saint-Martin. On distingue nettement la nef et le chevet plus étroit.

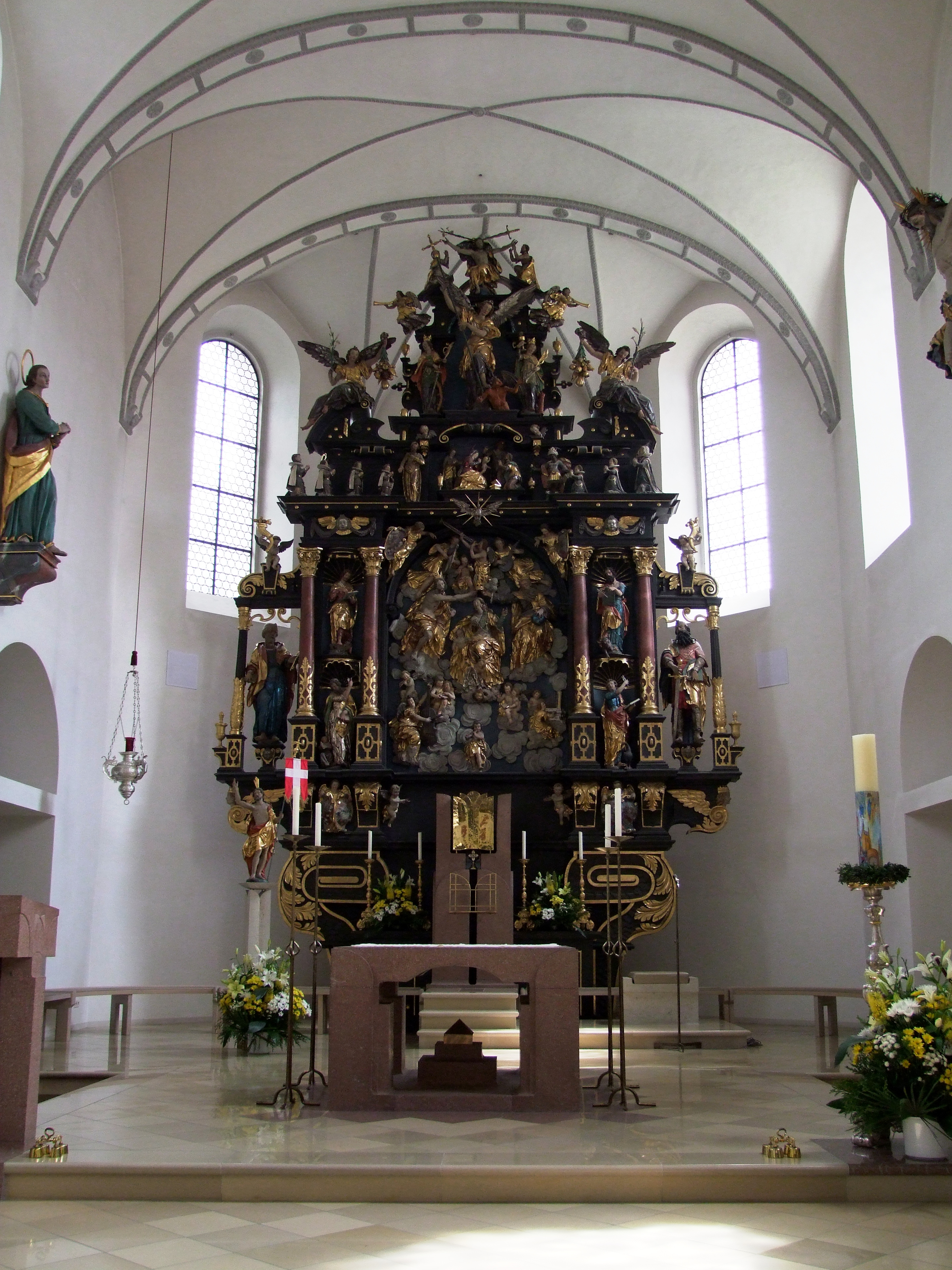
Maître-autel de Christoph Rodt au fond du chœur.

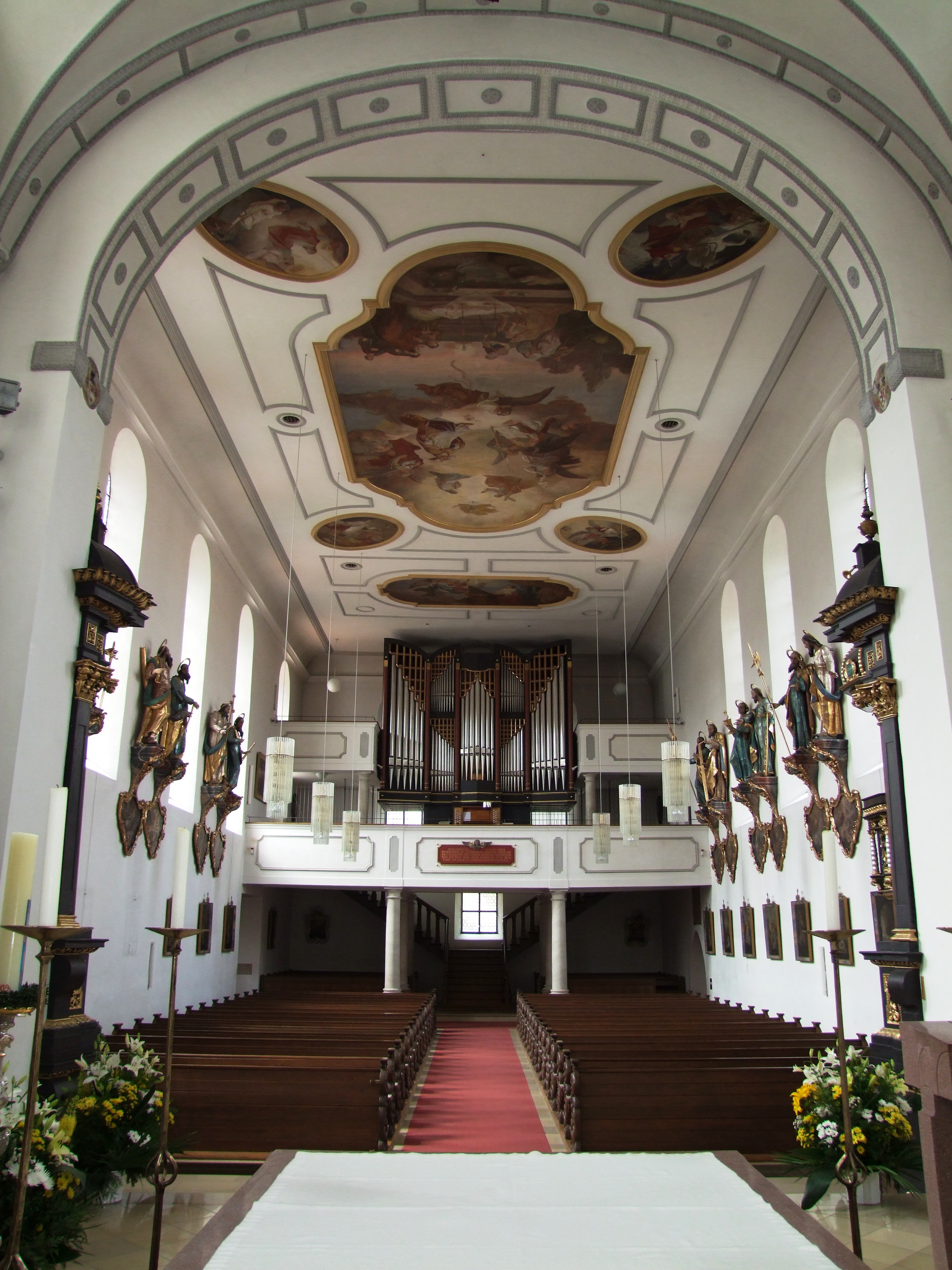
L'orgue au fond de la nef à plafond plat ornée de statues.

De la première église dédiée à Martin de Tours ne subsiste que la base du clocher. Des documents conservés à l'abbaye bénédictine Einsiedeln mentionnent des possessions (et donc une église) de l'abbaye à Illertissen vers 1220. L'abbaye devient une abbaye impériale princière au XIIe siècle et conserve ce statut jusqu'en 1803. La famille des Vöhlin (1520-1757), négociants issus d'une famille patricienne de Memmingen, a eu une influence déterminante dans l'histoire de la ville et de l'église. Ils acquièrent le château en 1520, contribuent à l'équipement et l'embellissement de l'église, notamment en 1604 avec le financement du maître-autel.  
En 1547 Erhard Vöhlin fait don de la chapelle latérale nord. L'église est remplacée en 1590 par un bâtiment plus grand. Le clocher est rehaussé de deux étages octogonaux. 
En 1768 l'église subit une rénovation majeure de son intérieur, durant laquelle les autels reçoivent des cadres en or et blanc. En 1830, lors d'une autre rénovation, le pignon ouest s'écroule. Les tribunes et une partie de la nef sont détruites. Lors de la restauration, un nouveau plafond plus bas et une tribune à deux étages sont construits. Dans la chapelle Nord, chapelle funéraire des Vöhlin, un incendie éclate en 1883 et endommage une partie des épitaphes dont certaines sont de style gothique tardif. La chaire, située près de la chapelle,  brûle également. Deux nouvelles constructions sont ajoutées au chœur, au Nord et au Sud, en 1958-1960, sur des plans de Thomas Wechs.

## Description
L'église est à nef unique. Le vaisseau principal, plus large, à plafond plat, est nettement séparé du chœur voûté qui se prolonge en une abside polygonale. Deux autels latéraux, accolés de chaque côté au mur séparant la nef du chœur, accentuent cet effet. Les murs latéraux sont ornés d'une série de grandes statues colorées, tant dans la nef que dans le chœur.
L'église est surtout connue pour son maître-autel, réalisé par Christoph Rodt en 1604. Elle possède du même sculpteur un Christ en croix, accroché sur le mur à droite du maître-autel. Il y a également des Epitaphs de la famille Vöhlin, du XIVe au XVIIIe siècle, dans la crypte.
L'orgue date de 1991; il possède 1996 tuyaux en 29 registres, avec deux claviers et un pédalier. Le buffet d'orgue est dans les mêmes couleurs que le maître-autel.

## Le maître-autel

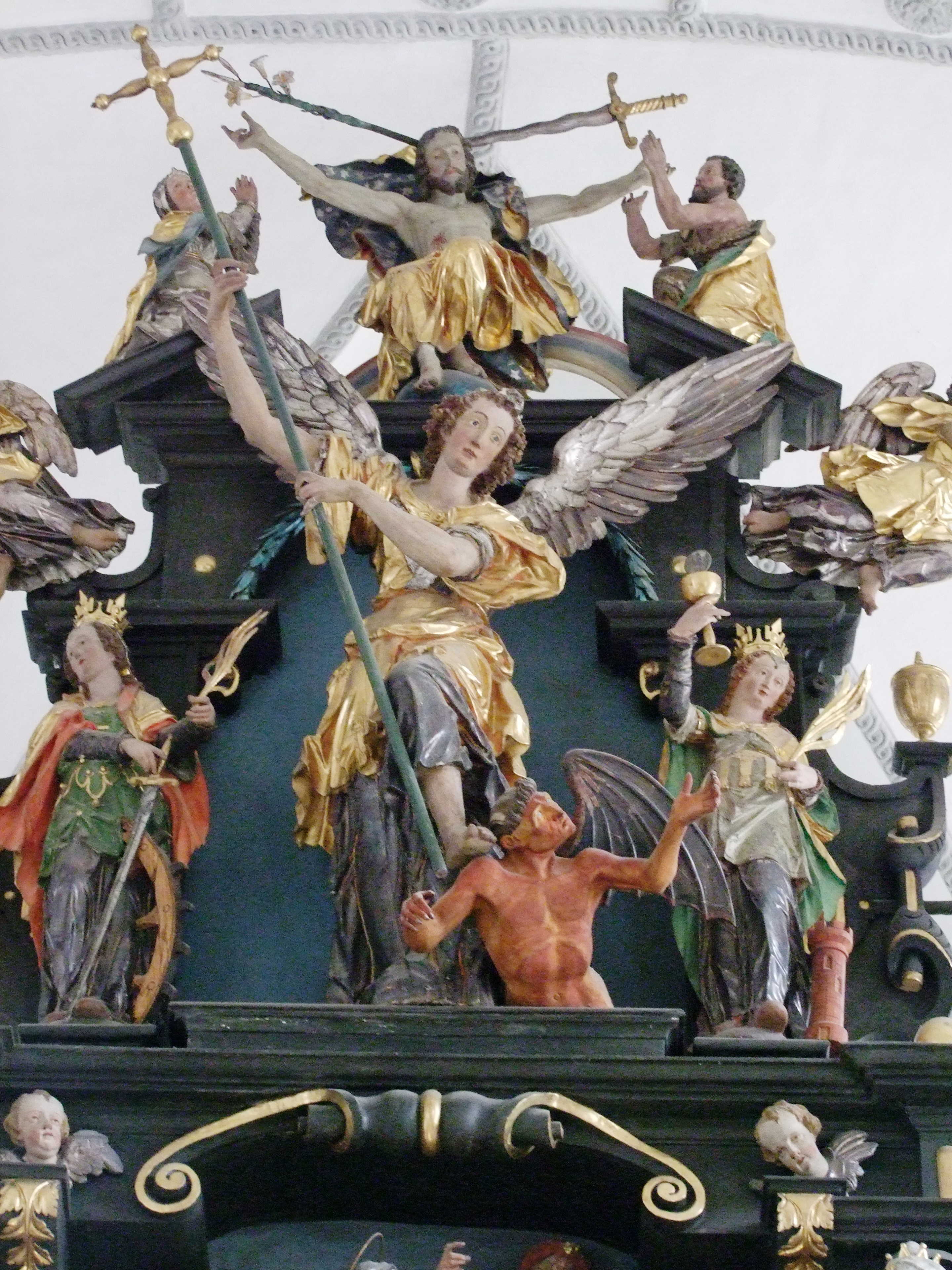
La partie supérieure de l’autel : Saint Michel terrassant le diable, saintes Catherine et Barbe, au-dessus le Christ du jugement dernier avec, à genoux, Marie et Jean-Baptiste.

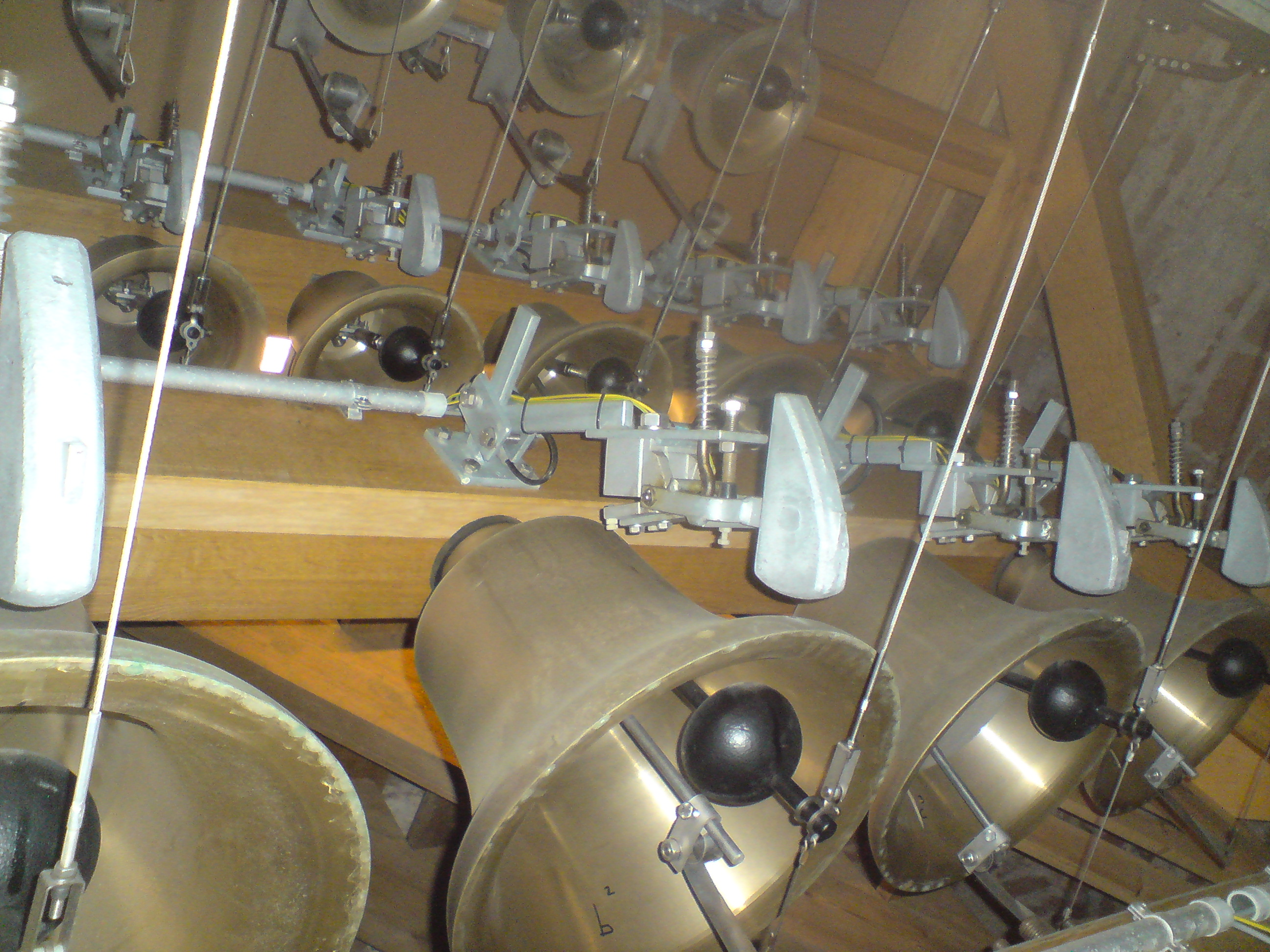
Les cloches du carillon.

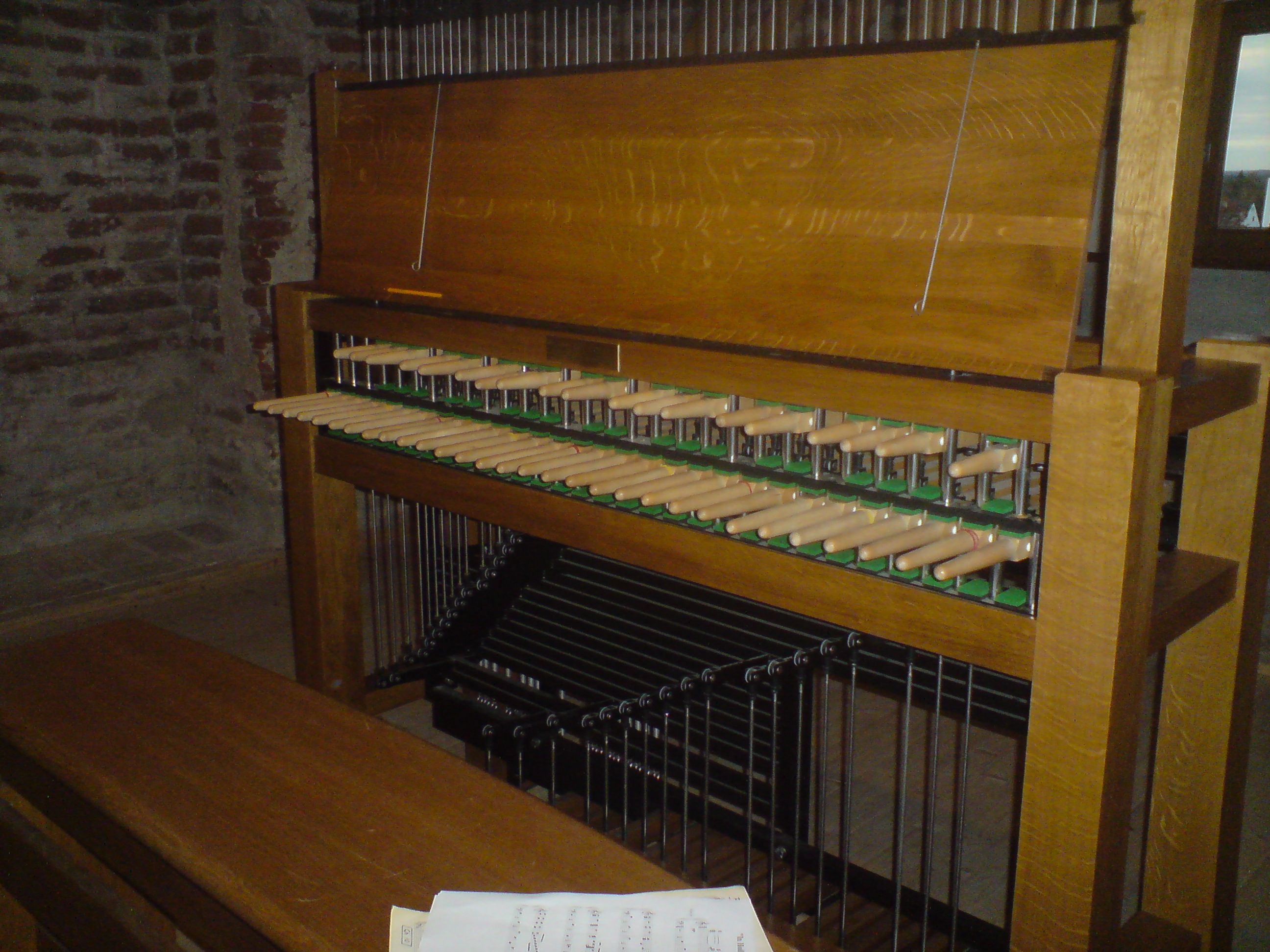
Le clavier du carillon.

Le maître-autel est l'œuvre du sculpteur Christoph Rodt. C'est le seul autel de Rodt conservé pratiquement à l’état originel. Avec ses nombreuses figures, cet imposant autel de plus de 10 mètres de haut et de presque 6 mètres de large renoue avec la tradition du gothique tardif, et se sert des principes stylistiques du maniérisme populaire. On y retrouve déjà les plis froissés des vêtements caractéristiques du style de l'auteur. L'autel est un don du seigneur local Ferdinand Vöhlin; sur le dos on trouve la date du 27 août 1604 et le nom du sculpteur. 
La partie centrale du retable montre le Couronnement de la Vierge par Jésus à gauche et Dieu le père à droite, dans une nuée d'anges et de putti musiciens. Aux extrémités supérieures deux anges portent les blasons du donateur et de sa femme.
Séparés par des colonnes de la scène centrale, les évangélistes Matthieu et Marc à gauche, Luc et Jean à droite. Aux extrémités, nettement plus grands, Pierre à gauche et Paul à droite. La partie supérieure contient, au milieu, une Adoration des rois mages, avec des deux côtés une série de personnages ;  à gauche le donateur et ses trois garçons, à droite son épouse et ses deux filles. Au-dessus, l'archange Michel terrassant le diable, entouré des saintes Catherine et Barbe, et tout en haut le Christ du jugement dernier avec à ses pieds Marie et Jean-Baptiste.

## Cloches et carillon
Les cloches d'origines ont été fondues durant la première et la deuxième Guerre mondiale à l'exception de la Hosannaglocke datant de 1524. En octobre 1949 quatre cloches neuves ont été bénies et montées dans le clocher. Leur poids varie de 340 à 1 180 kilos. Le carillon est activé trois fois par jour, à 10 h, 16 h et 19 h.
Le clocher de l’église abrite depuis 2006, dans l'étage sous les cloches, un carillon, objet d'un don et réalisé par l'entreprise néerlandaise Royal Eijsbouts. Le carillon est composé de 49 cloches, dont la plus lourde pèse 270 kilos et la plus légère 5 kilos. Le poids total est d'une tonne et demi. Le clavier du carillon se trouve un étage plus bas.

## Images

Maître-autel
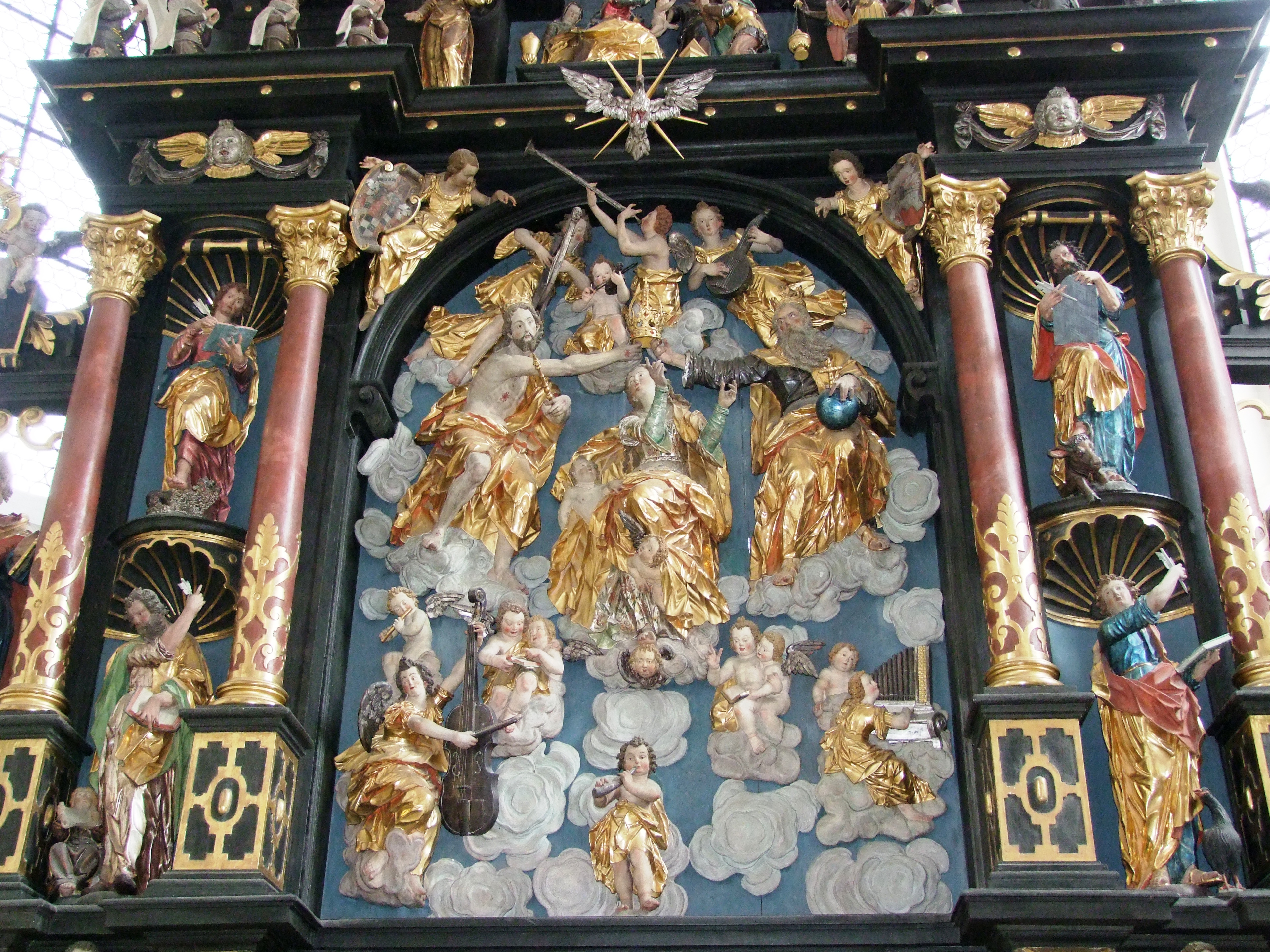
Panneau central
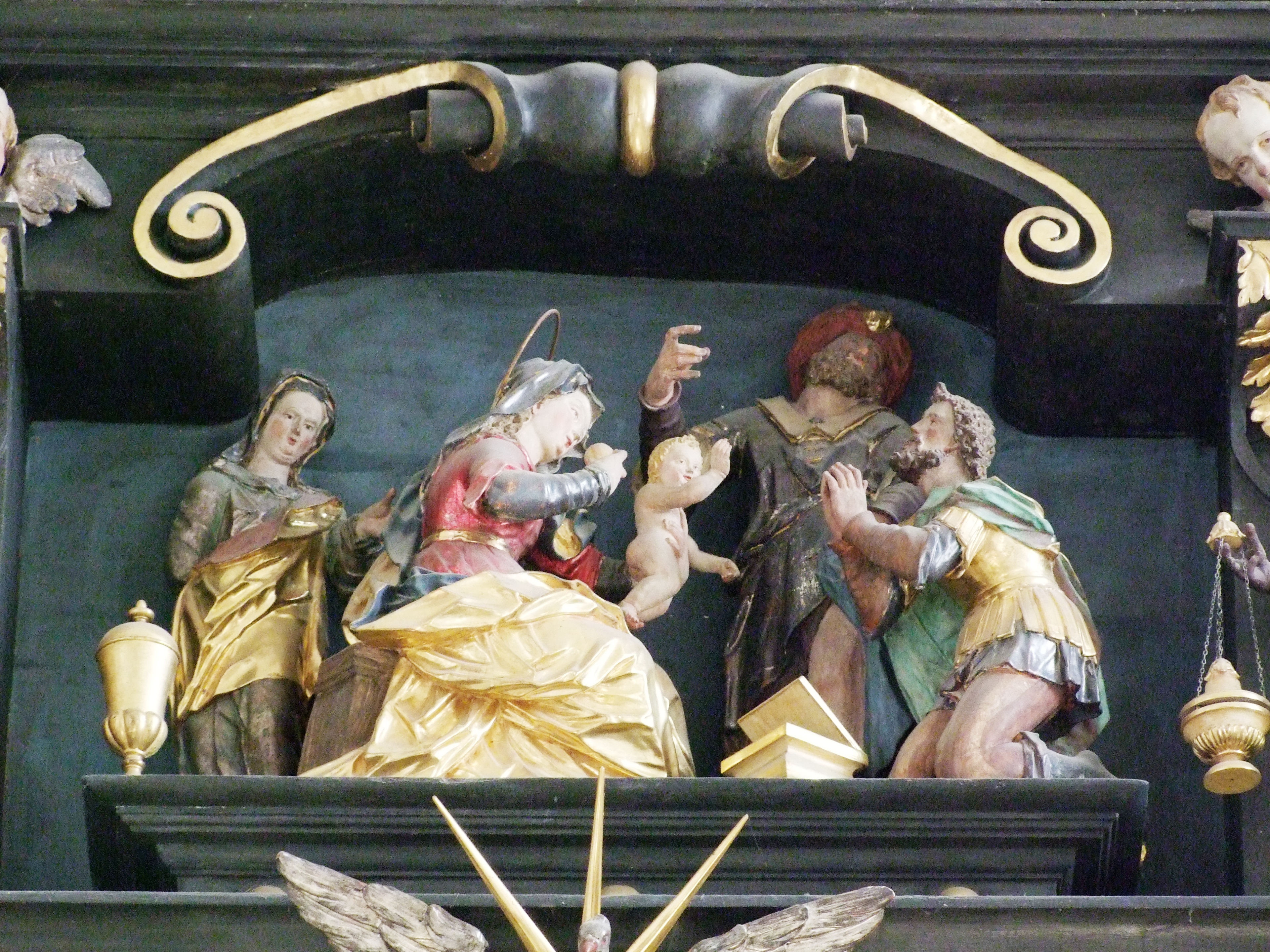
Adoration des mages
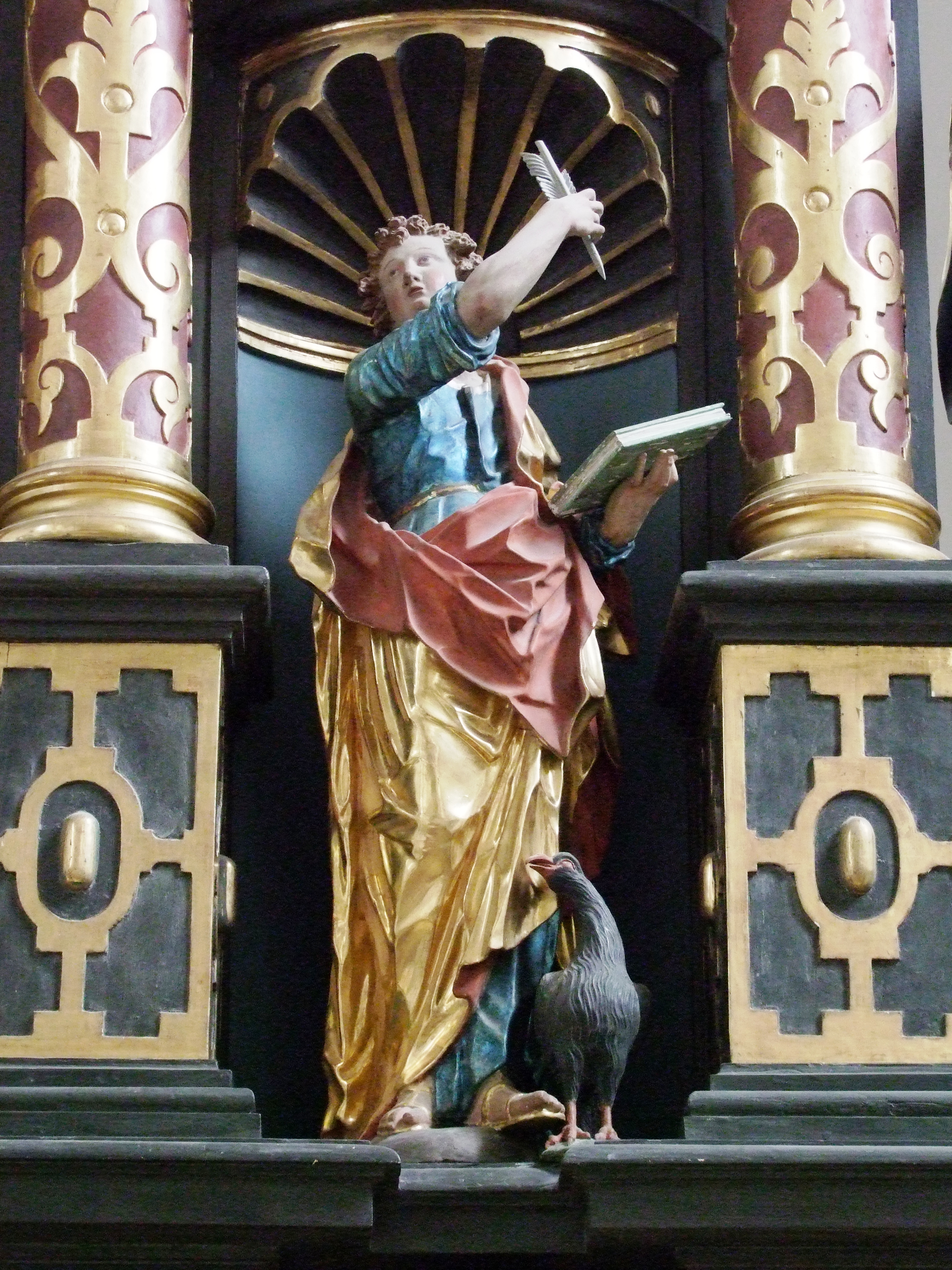
Jean l'Évangéliste
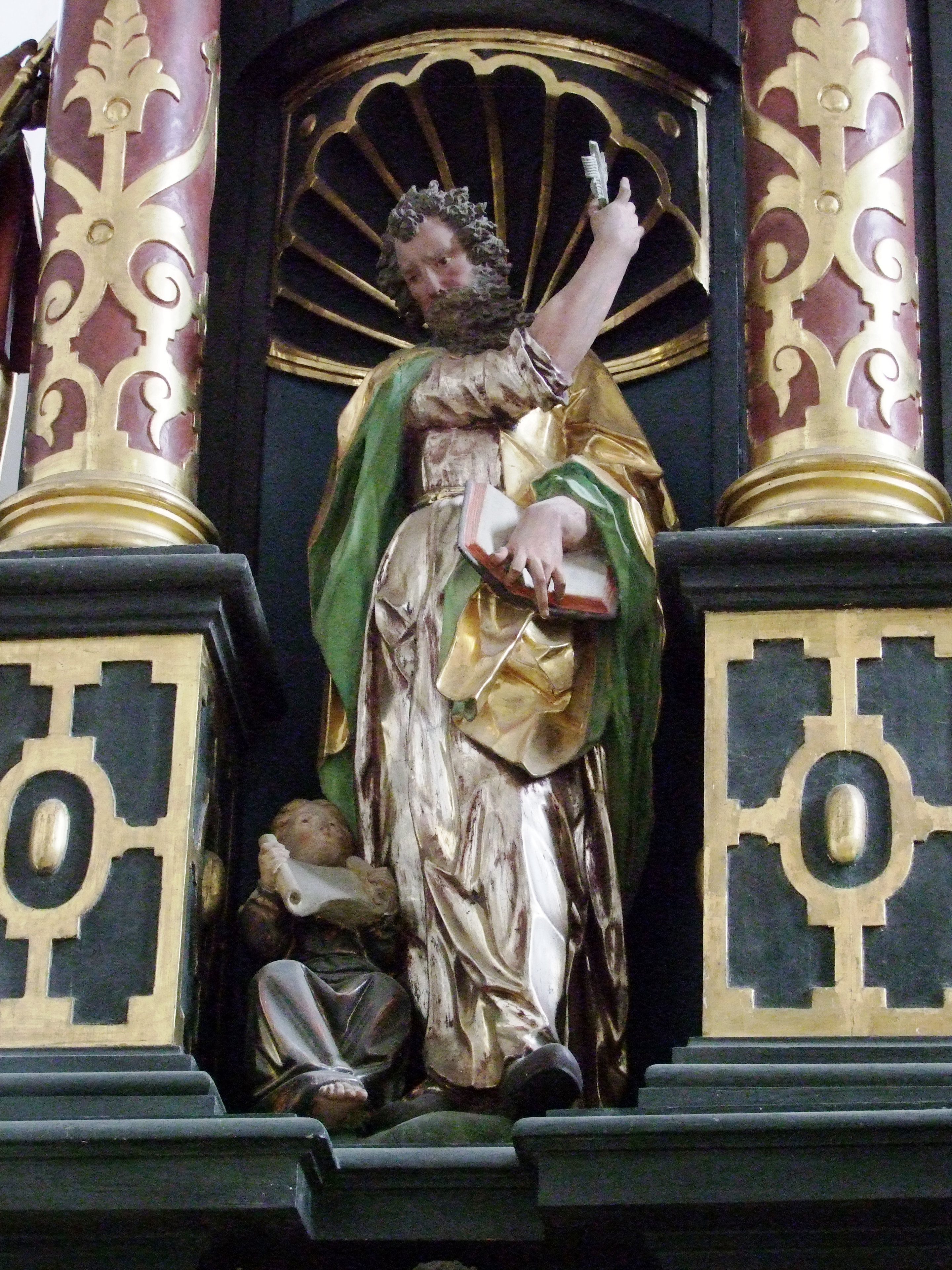
Matthieu

Intérieur
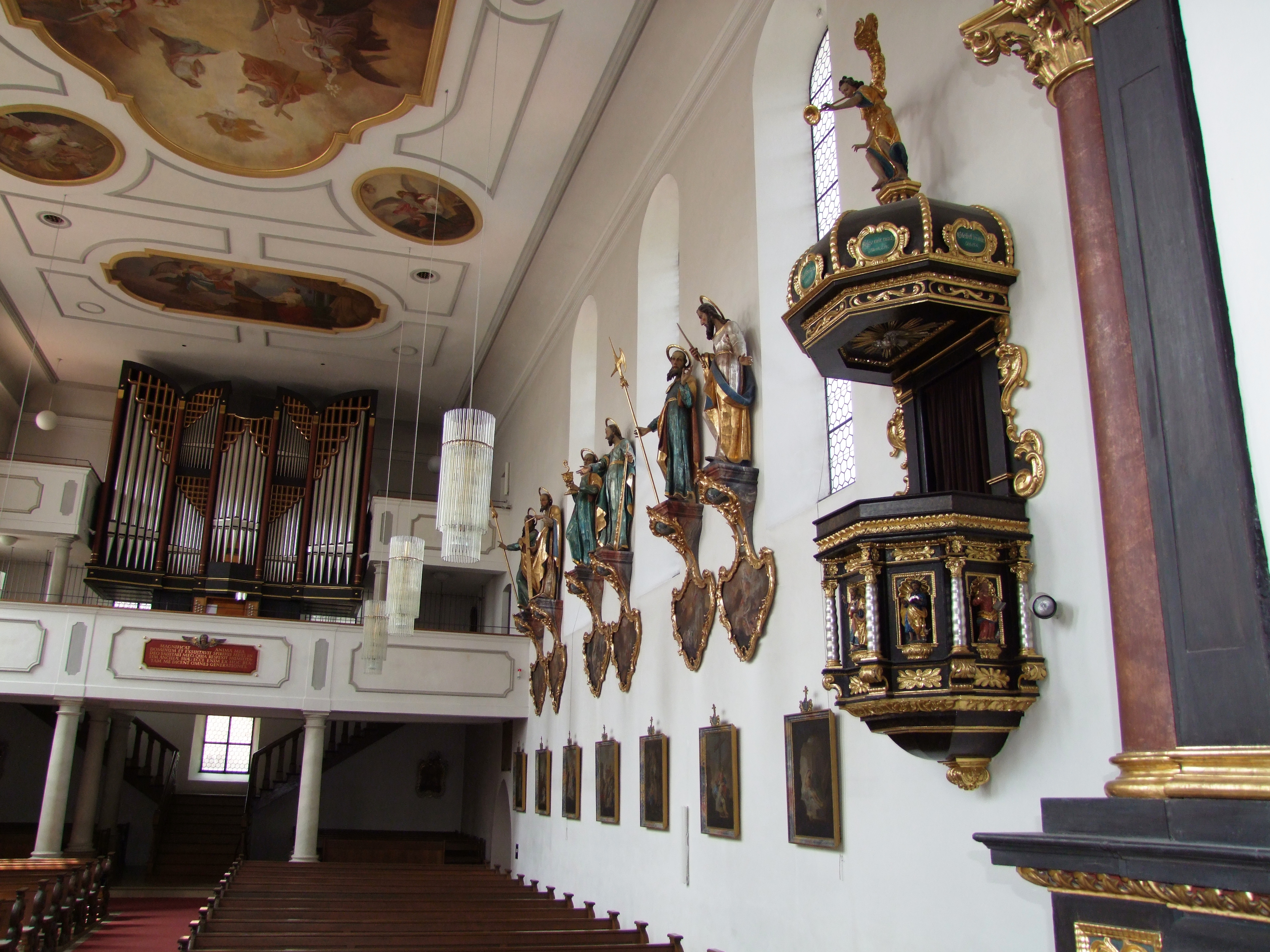
Chaire, saints et orgue
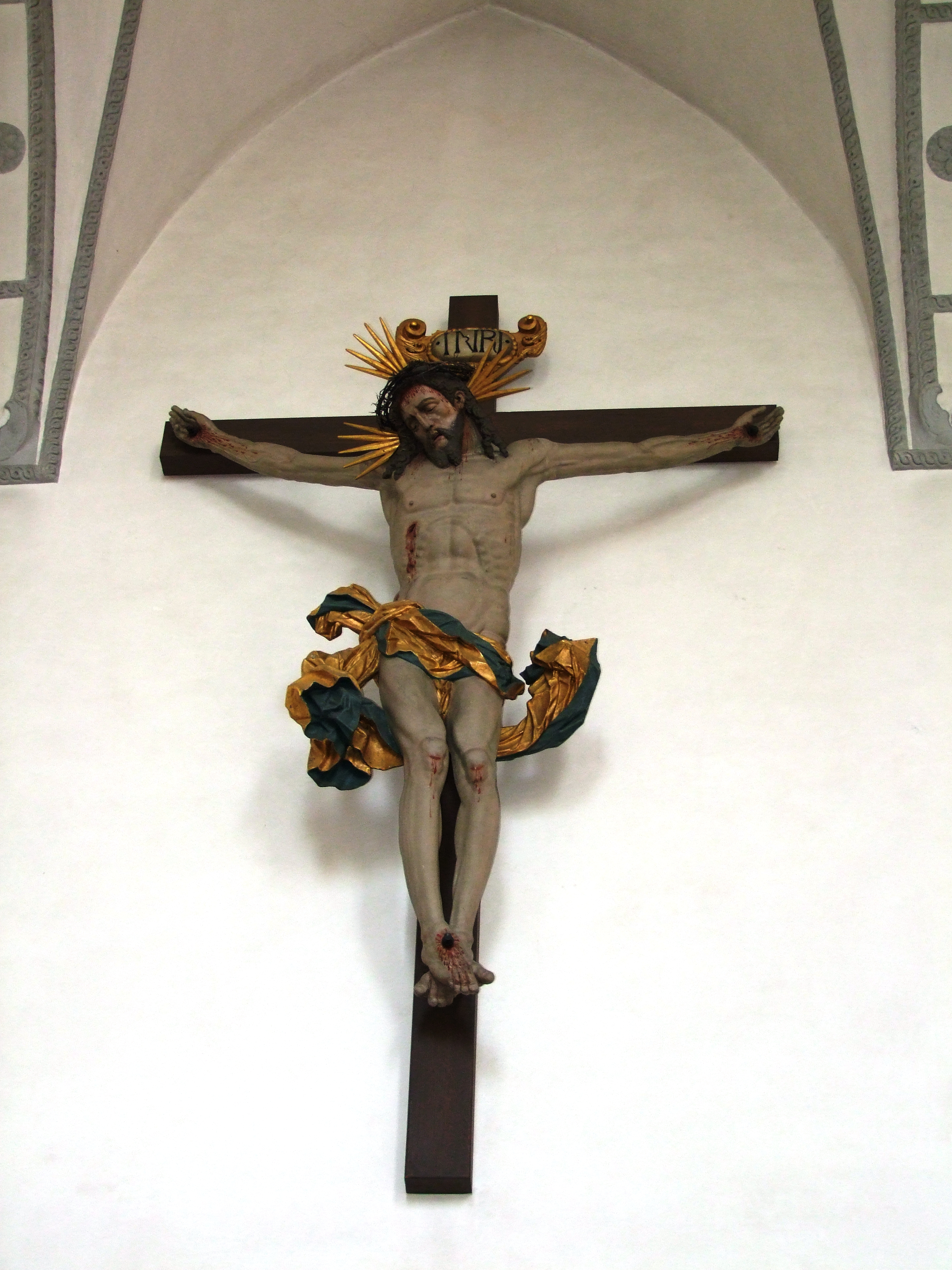
Christ en croix
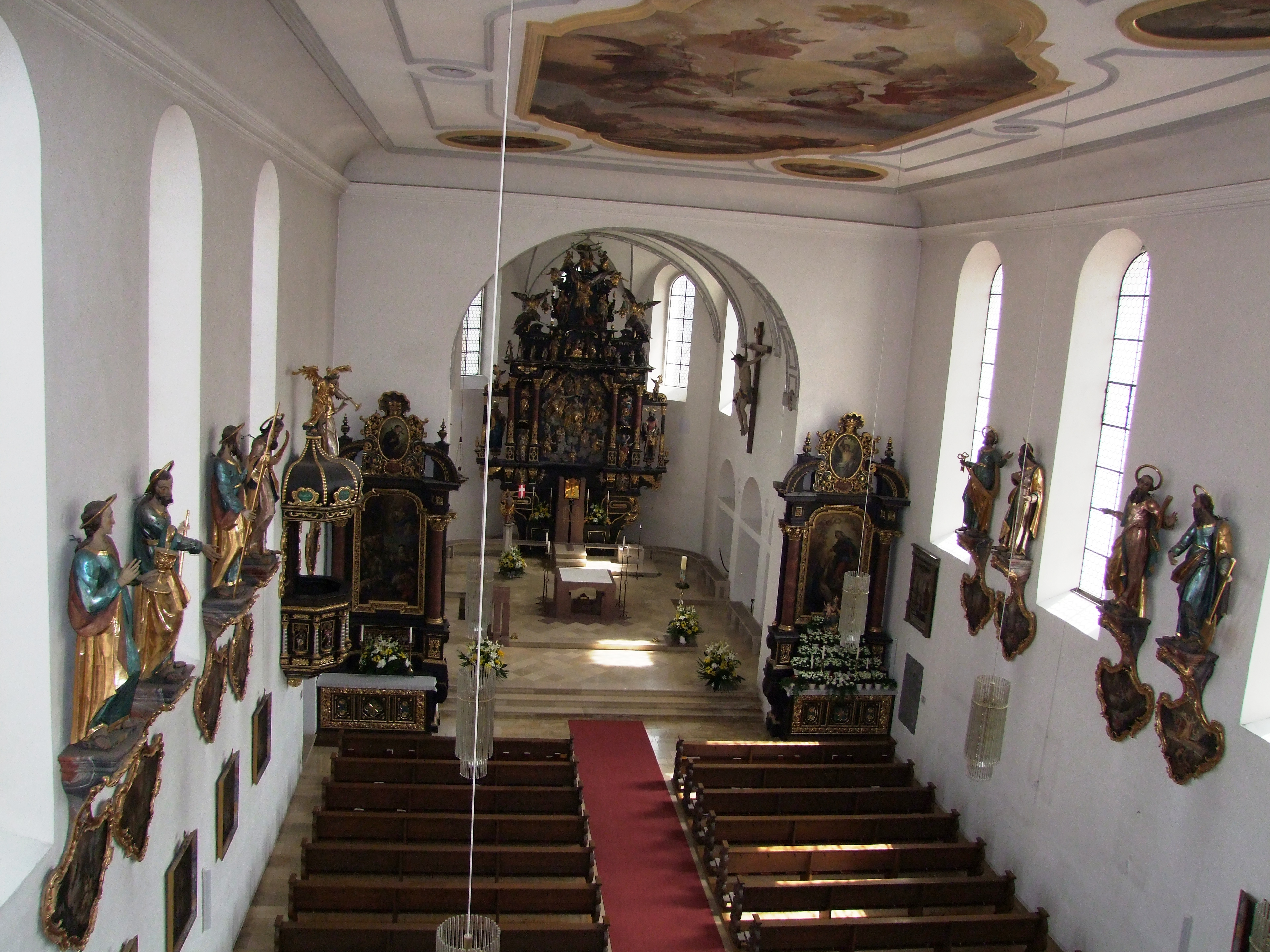
Nef et chœur